# 埃本貝希萊恩河

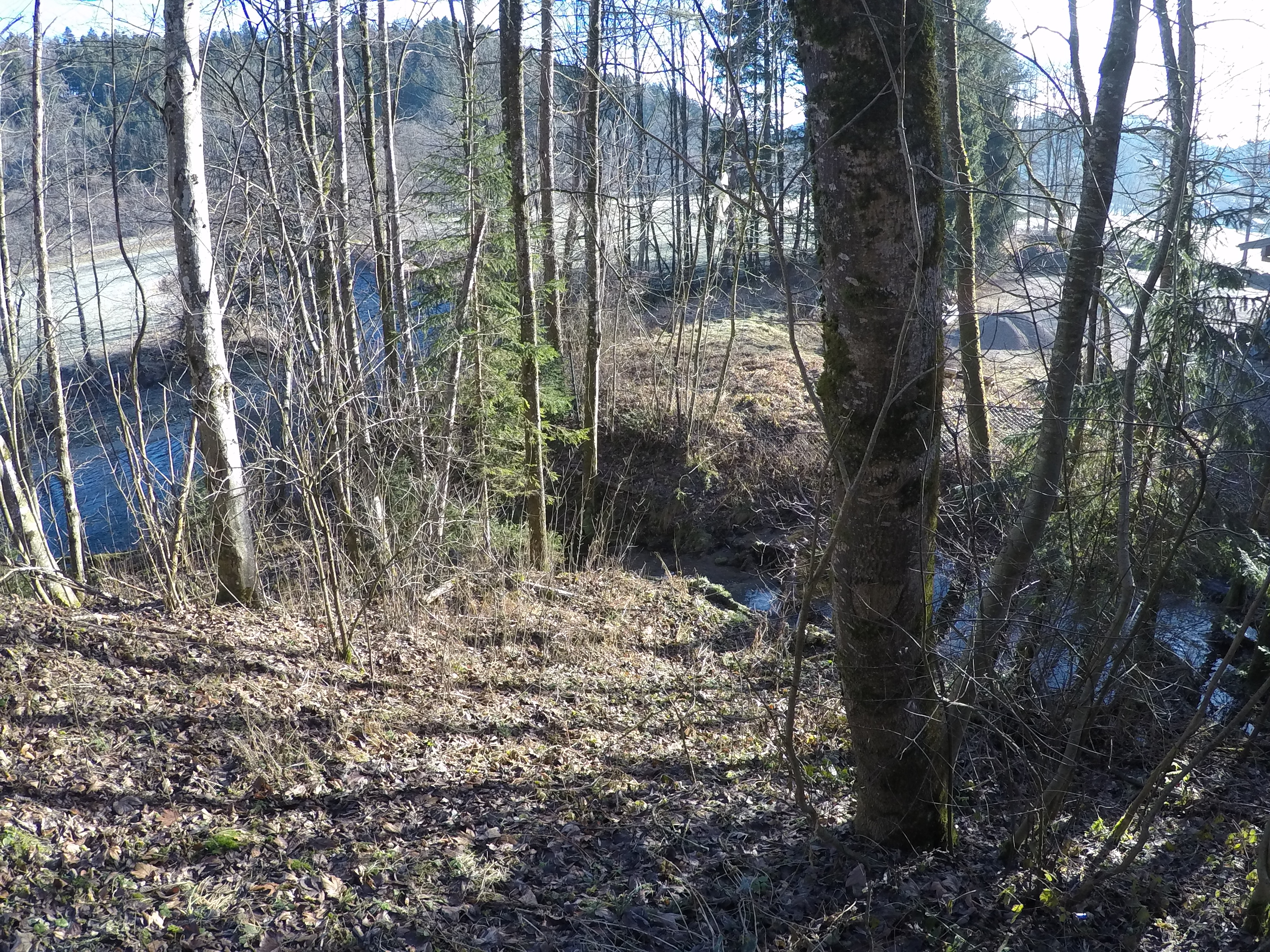

47°46′15″N 11°54′18″E / 47.77073°N 11.90512°E
埃本貝希萊恩河（德語：Ebener Bächlein），是德國的河流，位於該國東南部，由巴伐利亞負責管轄，屬於萊茨阿赫河的左支流，河道全長1.5公里，流經芒法爾山脈。